# Štajngrova
Štajngrova – miejscowość w Słowenii w gminie Benedikt.